# 에드윈 매케인
에드윈 콜 매케인(영어: Edwin Cole McCain, 1970년 1월 20일 ~ )는 미국의 싱어송라이터, 기타 연주자이다. 그의 노래 "I'll Be" (1998)와 "I Could Not Ask for More" (1999)는 미국에서 라디오 톱 40 히트곡이었고, 그의 앨범 중 5장은 빌보드 200에 올랐다. 매케인은 12장의 정규 음반을 발매했고, 그의 첫 두 앨범은 독립 음반으로 발매되었다.